# Непос (Бистрица-Насауд)
Непос (рум. Nepos) насеље је у Румунији у округу Бистрица-Насауд у општини Фелдру. Oпштина се налази на надморској висини од 359 m.

## Становништво
Према подацима из 2002. године у насељу је живело 1598 становника, од којих су сви румунске националности.